# مزغنة (عين العرب)
مزغنة  قرية سوريّة تتبع إداريّاً لمحافظة حلب منطقة عين العرب ناحية صرين، بلغ تعداد سكانها 249 نسمة حسب التعداد السكاني لعام 2004.